# Luiz do Nascimento Gurgel
Luiz do Nascimento Gurgel (São Paulo, 25 de dezembro de 1878 – 1 de janeiro de 1928) foi um médico brasileiro.
Doutorado em medicina pela Faculdade de Medicina do Rio de Janeiro em 1900, defendendo a tese “Síndrome hemiplégica nas lesões em foco do encéfalo”. Foi eleito membro da Academia Nacional de Medicina em 1908, ocupando a Cadeira 47, que tem Luís Pedro Barbosa como patrono.